# Cerovljani
Cerovljani (en cirílico: Церовљани) es una aldea de la municipalidad de Gradiška, Republika Srpska, Bosnia y Herzegovina.
Incluye administrativamente a Ćelinovac.

## Población
| Composición de la Población - Aldea de Cerovljani | Composición de la Población - Aldea de Cerovljani | Composición de la Población - Aldea de Cerovljani | Composición de la Población - Aldea de Cerovljani | Composición de la Población - Aldea de Cerovljani |
| ------------------------------------------------- | ------------------------------------------------- | ------------------------------------------------- | ------------------------------------------------- | ------------------------------------------------- |
|                                                   | 2013                                              | 1991                                              | 1981                                              | 1971                                              |
| Total                                             | 380                                               | 604 (100,0%)                                      | 656 (100,0%)                                      | 799 (100,0%)                                      |
| Varones                                           | 202                                               | -                                                 | -                                                 | -                                                 |
| Mujeres                                           | 178                                               | -                                                 | -                                                 | -                                                 |
| Bosniacos                                         | 1                                                 | 2 (0,331%)                                        | 1 1 (0,152%)                                      | -                                                 |
| Serbios                                           | 336                                               | 475 (78,64%)                                      | 517 (78,81%)                                      | 640 (80,10%)                                      |
| Croatas                                           | 10                                                | 25 (4,139%)                                       | 10 (1,524%)                                       | 43 (5,382%)                                       |
| Gitanos                                           | -                                                 | -                                                 | -                                                 | -                                                 |
| Eslovenos                                         | 1                                                 | -                                                 | -                                                 | -                                                 |
| Musulmanes                                        | 1                                                 | -                                                 | -                                                 | -                                                 |
| Montenegrinos                                     | -                                                 | -                                                 | -                                                 | -                                                 |
| Macedonios                                        | -                                                 | -                                                 | -                                                 | -                                                 |
| Albaneses                                         | 1                                                 | -                                                 | -                                                 | -                                                 |
| Ukranianos                                        | 23                                                | -                                                 | -                                                 | -                                                 |
| Yugoslavos                                        | -                                                 | 31 (5,132%)                                       | 62 (9,451%)                                       | -                                                 |
| Otros                                             | 6                                                 | 71 (11,75%)                                       | 66 (10,06%)                                       | 116 (14,52%)                                      |
| Sin declarar                                      | 1                                                 | -                                                 | -                                                 | -                                                 |
| Desconocidos                                      | -                                                 | -                                                 | -                                                 | -                                                 |